# Айсиньгьоро Цзайюань
Айсиньгьоро Цзайюань (16 октября 1816 — 8 ноября 1861) — маньчжурский принц из династии Цин, официально известный как принц И. Он был одним из восьми регентов, назначенных императором Сяньфэнем для помощи его преемнику, императору Тунчжи.

## Биография
Зайюань родился в клане Айсин Гёро как потомок Иньсяна (1686—1730), 13-го сына цинскогго императора Канси. Второй сын принца Исюня (1793—1818). Он унаследовал титул пэра своих предков, «принца И первого ранга», в 1825 году, во время правления императора Даогуана (1820—1850).
Цзайюань занимал важные должности во время правления императора Сяньфэна (1850—1861), в том числе министра при дворе Императорского клана и командира имперской гвардии. В 1860 году, во время Второй опиумной войны, Цзайюань и Муйин (穆蔭) отправились в Тунчжоу, чтобы заменить Гуйляна (桂良) в мирных переговорах с британцами и французами. Когда переговоры провалились, монгольский генерал Сэнгэринчен захватил в плен британских дипломатов Гарри Смита Паркса и Генри Лоха, Томаса Уильяма Боулби (журналист The Times), и их сопровождающих. Большая часть группы, за исключением двух дипломатов, умерла от пыток или болезней; оставшиеся в живых были освобождены позже. Англо-французский экспедиционный корпус приблизился к Пекину. 18 октября в отместку за пленение и гибель мирной делегации британцы и французы разрушили Старый Летний дворец (Юаньминъюань). Цзайюань уже бежал с императором Сяньфэном на горный курорт Чэндэ в провинции Хэбэй. Принц Гун, которому было приказано остаться, чтобы заключить мир с захватчиками, успешно заключил Пекинскую конвенцию с англичанами, французами и русскими.
Перед смертью императора Сяньфэна в 1861 году он назначил Цзайюаня, Сушуня, Дуаньхуа и еще пятерых регентами для помощи своему сыну, сменившему его на посту императора Тунчжи (1861—1875). Позже в том же году принц Гун при поддержке вдовствующих императриц Цыань и Цыси начал переворот Синью и захватил власть у восьми регентов. Цзайюань был арестован, заключен в тюрьму и получил кусок белой шелковой ткани, чтобы покончить жизнь самоубийством, повесившись на этой ткани. После смерти Цзаюаня титул пэра принца И унаследовал Цзайдунь (載敦), один из его дальних родственников.
У Цзайюаня было шесть дочерей.